# Constituição Uruguaia de 1830

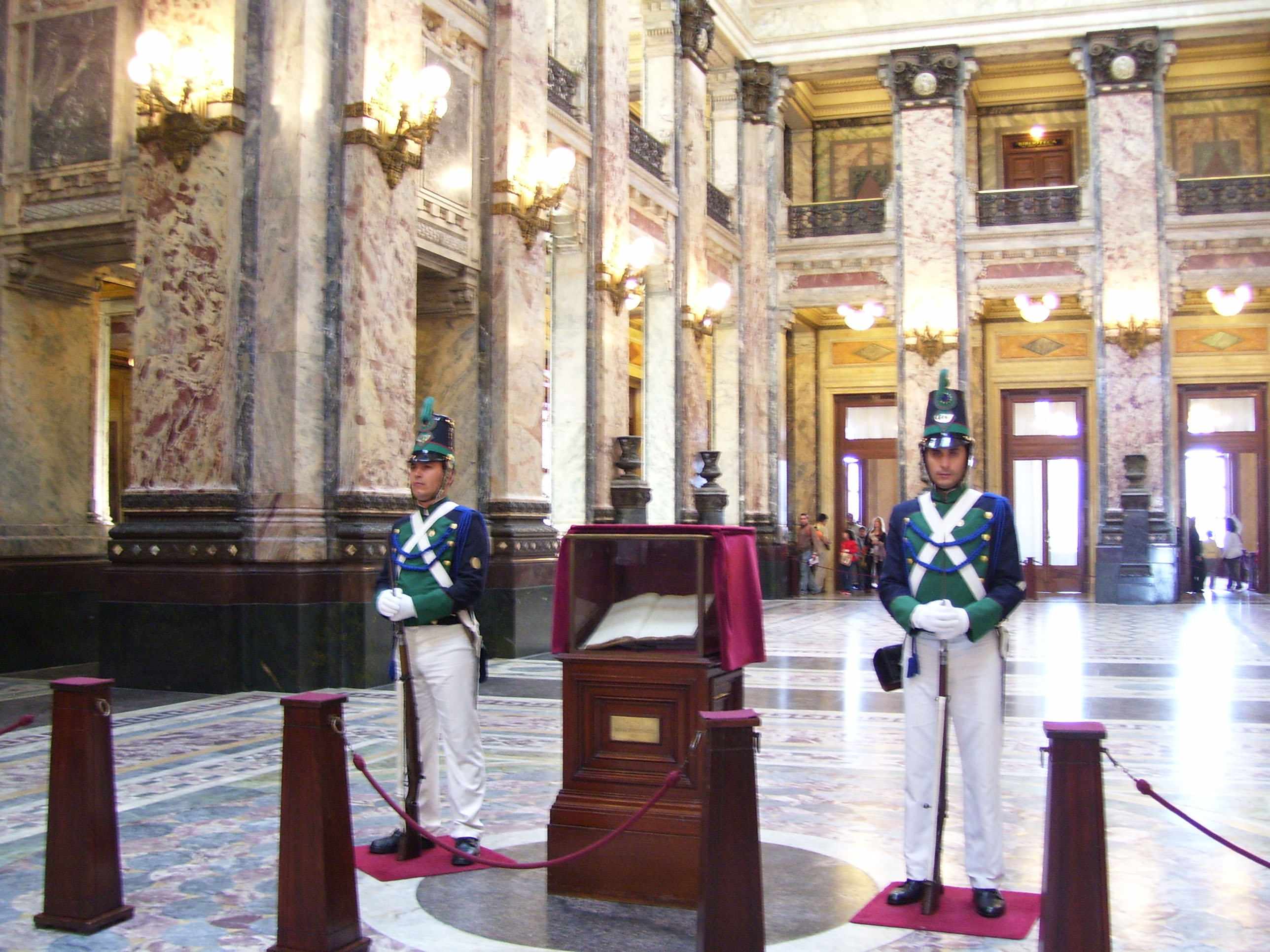
Exemplar da primeira constituição uruguaia exposta no Palácio do Legislativo do Uruguai.

A Constituição Uruguaia de 1830 foi a primeira constituição da atual República Oriental do Uruguai, então Estado Oriental do Uruguai. Foi promulgada em 28 de junho de 1830 e jurada pelo povo em 18 de julho do mesmo ano.

## Vigência

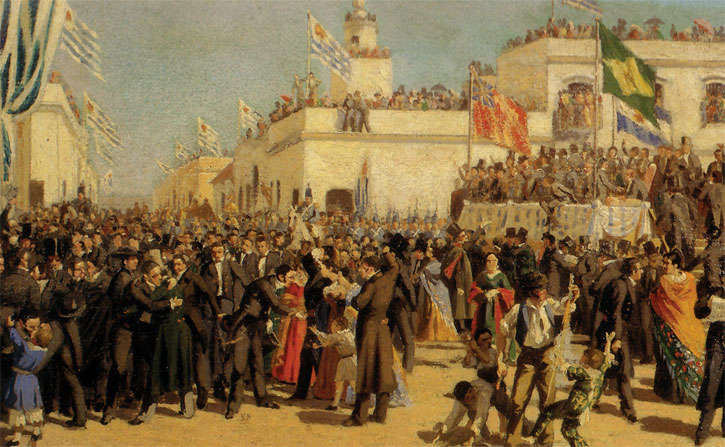
"Boceto para la Jura de la Constitución de 1830" de Juan Manuel Blanes.

Este texto constitucional vigeu (pelo menos formalmente) até o início do século XX. O país anarquizado pelas guerras da independência e sem uma sólida organização interna, procurou instaurar a estabilidade criando um Poder Executivo forte e fazendo muito dificilmente a reforma da carta magna; mas de fato, foi suspensa em várias ocasiões. Assim que a nação recuperou a estabilidade política para ter três legislaturas sucessivas apoiando a reforma da Carta Magna, foi possível substituir este texto pelo da Constituição de 1918.

## Referência bibliográfica
- Nahum, Benjamín (1994). Manual de Historia del Uruguay 1830-1903. [S.l.: s.n.] Parâmetro desconhecido |editoria= ignorado (ajuda)

- Méndez Vives, Enrique (1990). Historia Uruguaya. [S.l.: s.n.] Parâmetro desconhecido |editoria= ignorado (ajuda)